# رحيم أباد (زهرا السفلى)
رحيم أباد (بالفارسية: رحیم‌آباد) هي قرية تقع في إيران في Zahray-ye Pain Rural District. يقدر عدد سكانها بـ 671 نسمة .